# Hacksta socken
Hacksta socken i Uppland ingick i Trögds härad, ingår sedan 1971 i Enköpings kommun och motsvarar från 2016 Hacksta distrikt.
Socknens areal är 15,93 kvadratkilometer, varv 15,52 land. År 2000 fanns här 171 invånare. Sockenkyrkan Hacksta kyrka ligger i socknen.  

## Administrativ historik
Hacksta socken omtalas första gången i dokument 1302 ("Deinde Hacastum"). De äldsta bevarade delarna av kyrkan tillkom möjligen redan under 1200-talet. 
Vid kommunreformen 1862 övergick socknens ansvar för de kyrkliga frågorna till Hacksta församling och för de borgerliga frågorna bildades Hacksta landskommun. Landskommunen uppgick 1952 i Norra Trögds landskommun som 1971 uppgick i Enköpings kommun. Församlingen uppgick 2007 i Villberga-Hacksta-Löts församling som 2013 uppgick i Villberga församling.
1 januari 2016 inrättades distriktet Hacksta, med samma omfattning som församlingen hade 1999/2000.  
Socknen har tillhört län, fögderier, tingslag och domsagor enligt vad som beskrivs i artikeln Trögds härad. De indelta soldaterna tillhörde Upplands regemente, Enköpings kompani samt Livregementets dragonkår, Sigtuna skvadron.

## Geografi
Hacksta socken ligger sydost om Enköping med Ekolsundsviken i öster. Socknen är en slättbygd med inslag av skogshöjder.
Ännesta är den mest befolkade byn.

## Fornlämningar
Från järnåldern finns 20 gravfält.

## Namnet
Namnet skrevs 1344 Hakastum och kommer från kyrkbyn. Förleden innehåller sannolikt mansnamnet Haki alternativt hake, 'udde'  och möjli och efterleden är sta(d), 'ställe'.

## Kända personer från bygden
- Politikern Anna Lindh växte upp här.
- Politikern och före detta talman Ingegerd Troedsson bodde här.
- Låtskrivaren och sångaren Alf Jörgen Lindström.
- Racerföraren Anders Fredricsson.
- Biskop Jakob Ulfsson.